# 四十九院トンネル

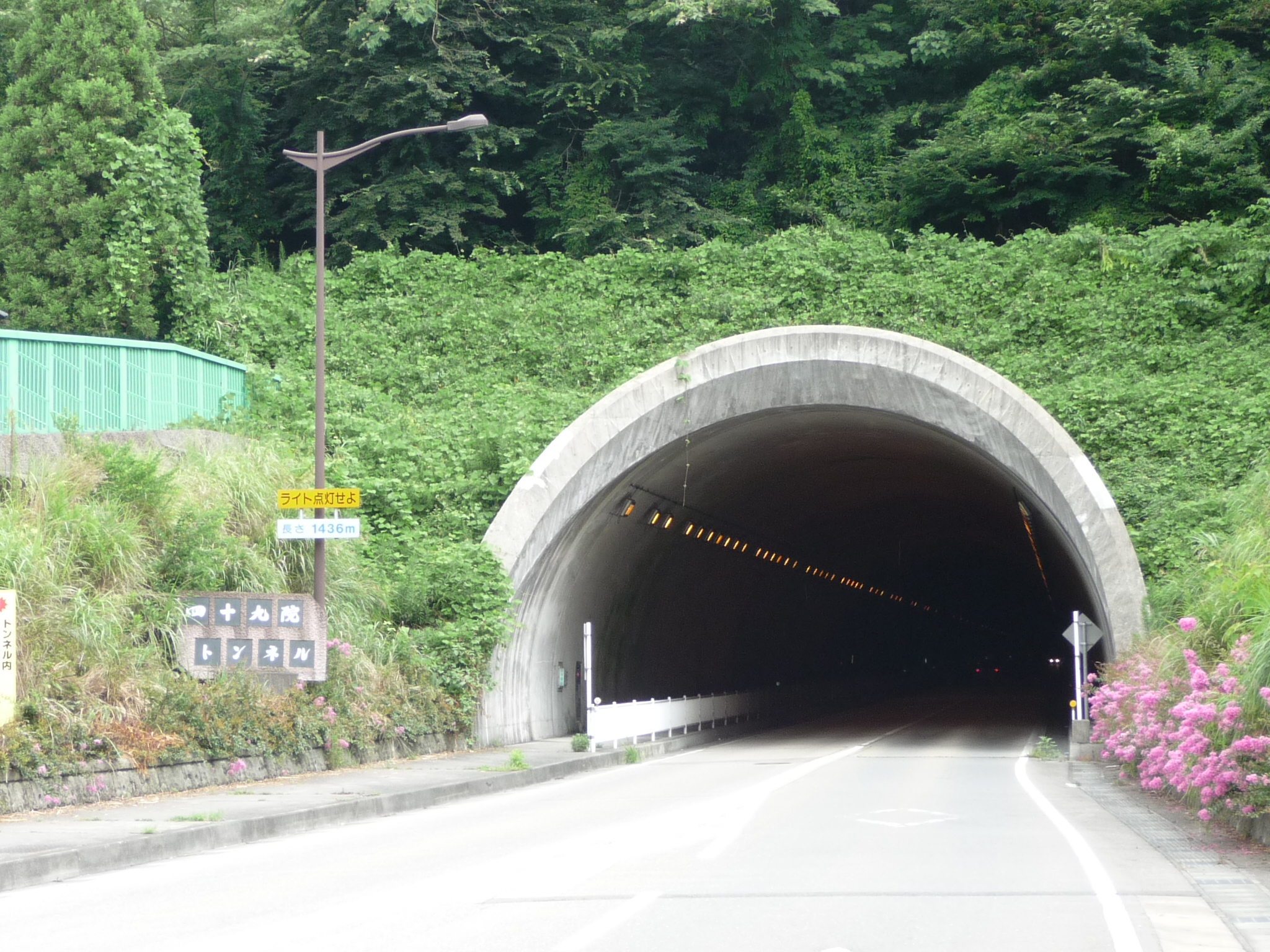
四十九院トンネル（山中温泉街側、2008年8月撮影）

四十九院トンネル（しじゅうくいんトンネル/Shijukuin Tunnel）は、石川県加賀市山中温泉のトンネルである。2000年（平成12年）9月完成、1.436km長。

## 概要
温泉街（海抜70m）から四十九院町（海抜80m）に至る、完成時、石川県内に終始する最長の県道である石川県道39号山中伊切線のトンネル。
トンネル内の行程はほぼ中央で一旦高くなっており、どちらの入り口からも一旦登坂となり、その後下り坂となる。特に温泉街に向かう場合、急な下り坂で一気に温泉街に入るので自動車の場合、速度に注意を要する。
両側面の歩道は自転車兼用で一段高く柵付きで安全。
温泉街と旧東谷奥村間の黒谷峠（くろたにとうげ）の旧、四十九院トンネルの代替となり、トンネル出口から大聖寺川の白鷺大橋を渡り切り温泉街の北端まで僅か約100mと短縮された。
小松空港、那谷寺、山代温泉から山中温泉へのアクセスは峠の旧トンネルまで登らず、
近距離で便利となったが、山代温泉地区からトンネル付近まで道路の一部は幅が狭い。
このトンネルと白鷺大橋によって、傍の旧道の黒谷橋は今も観光客の散歩コース鶴仙渓の北端の役目を担っている。

## 旧四十九院トンネルと黒谷峠
- 1900年（明治33年）11月、黒谷峠に四十九院隧道（トンネル）（188m長、海抜150m）ができる。
- 1955年（昭和30年）4月、県道・動橋（いぶりばし） - 山中線の黒谷峠、四十九院道路の改修完成。1958年（昭和33年）、旧トンネル拡張改修完成。

四十九院とは奈良時代聖武天皇が浄瑠璃の世界の実現を願い山中温泉開湯の足跡を残す僧、行基に建立を任せた畿内四十九院にちなみ村の名としたとされる。
奥の細道の松尾芭蕉と河合曾良の二人は山中温泉で別れ、曾良は大聖寺川に沿って大聖寺へ、芭蕉は金沢の俳人立花北枝（たちばな・ほくし）と二人で、黒谷橋を渡り、黒谷峠を越え、那谷寺参詣後、小松に戻った。